# Glossar Chinesische Malerei
Die folgende Liste bildet ein Glossar zur Chinesischen Malerei. Der Schwerpunkt liegt auf der traditionellen chinesischen Malerei. Einige Lebens- und Wirkungsdaten sind ungefähre Angaben. Zu den Malern siehe Liste chinesischer Maler.

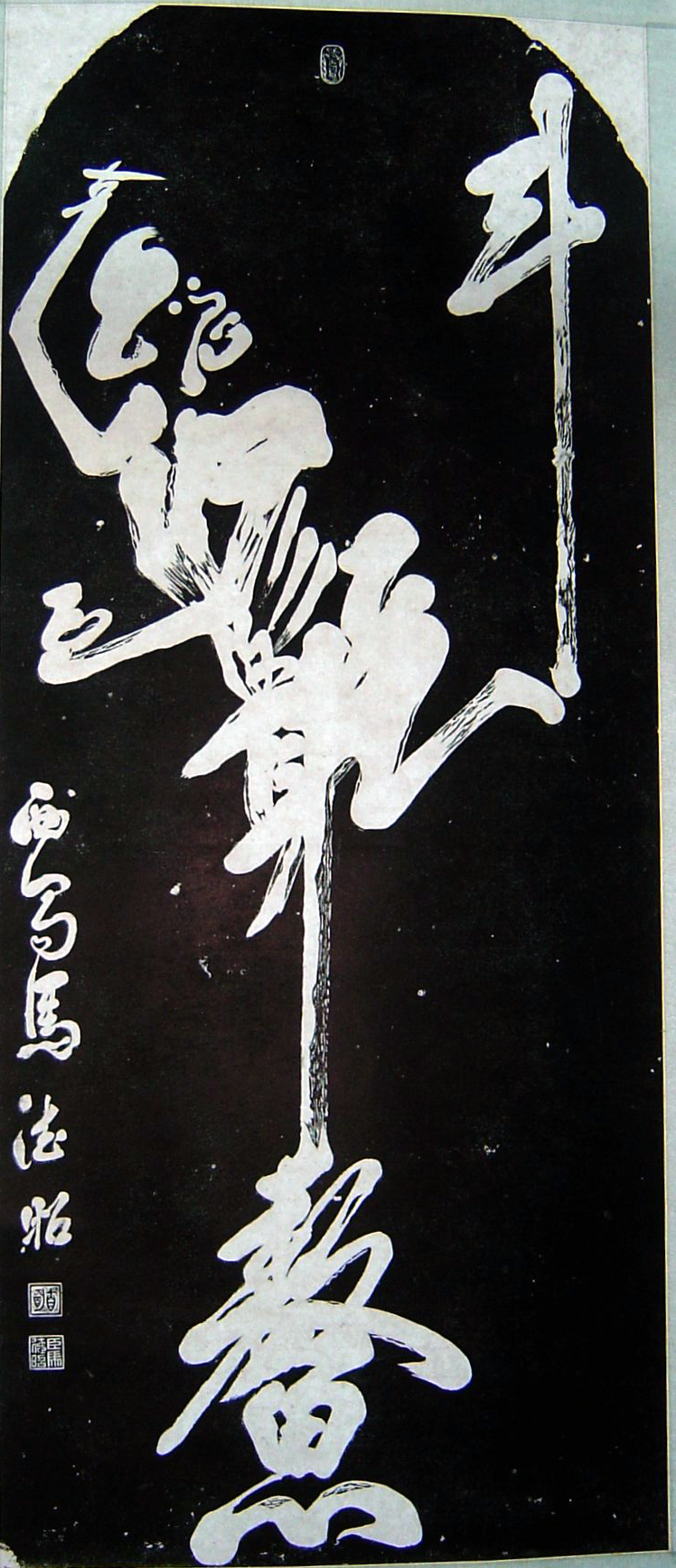
Kuixing, der Gott der Examen (ein Begleiter von Wenchang, dem Gott der Literatur) – Steinabreibung aus dem Stelenwald von Xi’an

## B
bàibǐ 败笔[敗筆] ein missglückter Pinselstrich (in Kalligraphie oder Malerei)
báimiáo 白描 Skizzieren ohne Verwendung von Farben (Stil der Tuschemalerei)
báiwén 白文 in ein Siegel vertieft eingeschnittenes Schriftzeichen
bēitiè 碑帖 Abklatsch; Steinabdruck; Steinabzug (von Steininschriften als kalligraphische Vorlage)
bēiwén 碑文 Denkmalinschrift; Epigraph

## C
cǎoshū 草书[草書] Konzeptschrift (der chinesischen Kalligraphie); kursorische Schnellschrift; „Grasschrift“

## D
dàzhuàn 大篆 Dazhuan-Schrift; große Siegelschrift (in der Zhou-Dynastie entwickelte Schriftform)
duìlián 对联[對聯] Spruchpaar (geschrieben auf Schriftrollen); Spruchrollen
dùjīn zhéshàn 镀金折扇 vergoldeter Faltfächer

## E
Èr Shí 二石 Zwei ‘Steine’, d. h. die Meister Kun Can 髡残 (Shixi 石溪[石谿]) und Shi Tao 石涛.

## F
Fāng-Xī-Tāng-Dài 方奚汤戴[方奚湯戴] Fang-Xi-Tang-Dai (Wade-Gilde: Fang, Hsi, T’ang, Tai), Gruppe bestehend aus vier Meistern aus der mittleren Zeit der Qing-Dynastie: Fang Xun 方薰, Xi Gang 奚岡, Dai Xi 戴熙 und Tang Yifen 湯貽汾.
fēngjǐng 风景[風景] Landschaft
fēngjǐnghuà 风景画[風景畫] Landschaftsmalerei; Landschaftsgemälde

## G
gōngbǐhuà 工笔画[工筆畫] Malerei im Gongbi-Stil (einen durch feine Pinselführung und detaillierte Darstellung gekennzeichneten Stil)
gǔdiǎn huìhuà 古典绘画[古典繪畫] klassische Malerei; klassisches Zeichnen
guóbǎo 国宝[國寶] nationale Kunstschätze; Nationalheiligtümer

## H
hǎipài 海派 Shanghai-Stil; Shanghai-Schule
huāhuì 花卉 „Blumen und Gräser“; Blumenmalerei
huāniǎo 花鸟[花鳥] Blumen- und Vogelmalerei
huàzhōng jiǔyǒu 画中九友[畫中九友] „Neun Freunde der Malerei“. Eine aus den Persönlichkeiten Dong Qichang 董其昌, Yang Wencong 杨文聪, Cheng Jiasui 程嘉燧, Zhang Xueceng 张学曾, Bian Wenyu 卞文瑜, Shao Mi 邵弥, Li Liufang 李流芳, Wang Shimin 王时敏 und Wang Jian 王鉴 bestehende Gruppe aus der späten Ming- bzw. frühen Qing-Zeit, benannt nach einem undatierten Gedicht mit dem Titel Huazhong jiuyou ge („Lied von den Neun Freunden der Malerei“) des Dichters Wu Weiye (1609–1671). Alle neun waren Dichter, Maler und Gelehrte.

## J
Jiādìng sì jūnzǐ 嘉定四君子 Vier Meister von Jiading. Der Begriff jūnzǐ wird oft mit Edler übersetzt, Jiading gehört zu Shanghai. Hierbei handelt es sich um die Personen Li Liufang (李流芳), Lou Jian (婁堅), Cheng Jiasui (程嘉燧) und Tang Shisheng (唐時升)
Jīnlíng bājiā 金陵八家 Acht Meister von Jinling oder Acht Meister von Nanjing (chinesisch 南京八家, Pinyin Nánjīng Bājiā), bestehend aus Gong Xian 龚贤  (ca. 1618–1689), Fan Qi 樊圻 (1615/1616–ca. 1694), Ye Xin 叶欣  (fl. 1650–1670er), Zou Zhe 邹喆  (1636–ca. 1708), Gao Cen 高岑  (fl. 1670er; gest. 1689), Hu Zao 胡造 (fl. 1681), Wu Hong 吴宏  (fl. 1670er–1680er) und Xie Sun 谢荪  (fl. 1679).

## K
kǎishū 楷书[楷書] Normalschrift, Regelschrift, Blockschrift

## L
lìshū 隶书[隸書] von der Xiaozhuan-Schrift herrührende vereinfachte Kanzleischrift (offizielle Schrift), die in der Zeit der Han-Dynastie gebräuchlich war

## M
mògǔhuà 没骨画[沒骨畫] „knochenlose Malerei“ (Maltechnik der traditionellen Malerei)
mínghuà 名画[名畫] berühmtes Bild; bekanntes Gemälde
Míng sì jiā 明四家 oder  Míng sì dàjiā 明四大家 Vier Meister der Ming-Dynastie, dies sind Shen Zhou 沈周 (1427–1509), Wen Zhengming 文徵明 (1470–1559), Tang Yin 唐寅 (1470–1524) und Qiu Ying 仇英 (ca. 1494–1552).
mínzúhuà 民族画 Malerei ethnischer Minderheiten
mòbǐhuà 墨笔画[墨筆畫] chinesische Malerei (mit schwarzer Tusche)

## N
Nán Chén Běi Cuī 南陈北崔, Chen aus dem Süden und Cui aus dem Norden, d. h. die Meister Chen Hongshou 陈洪绶, Cui Zizhong 崔子忠
niánhuà 年画[年畫] Neujahrsbild

## Q
Qīngchū liùjiā 清初六家  Sechs Meister der frühen Qing-Dynastie, ein Malerzirkel bestehend aus Wang Shimin 王時敏 (1592–1680), Wang Jian 王鑑 (1598–1677), Wang Hui 王翬 (1632–1717), Wang Yuanqi 王原祁 (1642–1715), Wu Li 吳歷 (1632–1718) und Yun Shouping 惲壽平. Auch kurz „Vier Wang, Wu-Yun“ (四王、吳惲) genannt.

## R
réntǐhuà 人体画 Aktmalerei
rénwùhuà 人物画[人物畫] figurative Malerei; Figurenzeichnen

## S
Sān Zhū 三朱 Drei Zhu, Gruppe bestehend aus Zhu Angzhi 朱昂之, Zhu Haonian朱寉年 (1760–1834) und Zhu Ben 朱本.
shànmiàn 扇面 Fächerbespannung 
shānshuǐ 山水 traditionelle chinesische Landschaftsmalerei
shānshuǐhuà 山水画[山水畫] Landschaftsmalerei
shìrénhuà 士人画 siehe wénrénhuà
shūfǎ 书法[書法] Kalligraphie
shuǐcǎihuà 水彩画[水彩畫] Aquarell; Aquarellmalerei
shuǐfěnhuà 水粉画[水粉畫] Gouache; Guaschmalerei
shuǐmòhuà 水墨画[水墨畫] Tuschmalerei; Tuschzeichnung
Sì gāosēng 四高僧 Vier Mönche. Die Vier Mönche vom Anfang der Qing-Dynastie waren Shi Tao 石涛, Zhu Da 朱耷 (auch bekannt als Bādà Shānrén 八大山人), Hong Ren 弘仁 und Kun Can 髡殘.
Sì Rèn 四任 Vier Ren, eine Gruppe aus Zhejiang und Shanghai vom Ende der Qing-Dynastie, bestehend aus Ren Xiong 任熊, Ren Xun 任薰, Ren Yi 任颐, Ren Yu 任预.
sùmiáo 素描 Zeichenskizze; Studie; Skizze

## T
tàběn 榻本 (auch tapiàn 拓片) Steinabreibung
tú'àn 图案[圖案] Design; Muster 
túzhāng 图章[圖章] Siegel; Stempel

## W
wénrénhuà 文人画[文人畫] Literatenmalerei

## X
Xiǎo sì Wáng 小四王 „Kleine Vier Wang“, bestehend aus den Malern Wang Yu 王昱, Wang Su 王愫, Wang Jiu 王玖 und Wang Chen 王宸. Vgl. die anderen „Vier Wang“, d. h. Wang Shimin 王時敏, Wang Jian 王鑑, Wang Hui 王翬, Wang Yuanqi 王原祁 unter Qīngchū liùjiā 清初六家  Sechs Meister der frühen Qing-Dynastie.
xiǎozhuàn 小篆 Xiaozhuan-Schrift; kleine Siegelschrift (vereinfachte Zeichenschrift, eingeführt in der Qin-Dynastie)
xiěshēnghuà 写生画[寫生畫] Malerei nach der Natur
xiěyìhuà 写意画[寫意畫] Malerei im Xieyi-Stil (durch freie, ohne Berücksichtigung von Details das Wesen erfassende Pinselführung gekennzeichneter Stil der traditionellen chinesischen Malerei)
Xīlíng yìnshè 西泠印社 Xiling-Siegelgesellschaft
Xīn'ān sìjiā 新安四家 oder Xīn'ān sì dàjiā 新安四大家 Vier Meister aus Xin’an, auch Vier Meister aus Anhui genannt, bestehend Zha Shibiao 查士标, Sun Yi 孙逸, Wang Zhirui 汪之瑞  und Hong Ren 弘仁.
xíngshū 行书[行書] Schreibschrift; fließende Handschrift (in der chinesischen Kalligraphie)
Xíng-Zhāng-Mǐ-Dǒng 邢张米董 Xing-Zhang-Mi-Dong (Wade-Giles: Hsing, Chang, Mi, Tung), vier Meister. Dabei handelt es sich um Mi Wanzhong 米萬鍾 (1570–1628), Xing Tong 邢侗, Dong Qichang 董其昌 und Zhang Ruitu 张瑞图.
xízìtiè 习字帖[習字帖] kalligraphisches Musterbuch

## Y
Yángzhōu bāguài 扬州八怪[揚州八怪] Acht Exzentriker von Yangzhou, eine Gruppe von acht Malern aus der Zeit der Qing-Dynastie in Yangzhou (Jiangsu), bestehend aus Wang Shishen (汪士慎) (1686–1759), Huang Shen (黄慎) (1687–1772), Li Shan (李鱓) (ca. 1686–1756), Jin Nong (金农) (1687–1764), Luo Ping (罗聘) (1733–1799), Gao Xiang (高翔) (1688–1753), Zheng Xie (郑燮) (1693–1765), Li Fangying (李方膺) (1696–1755).
yìnjì 印记[印記] siehe yìnzhāng
yìnzhāng 印章 Siegel, Stempel; Petschaft
yìnzhāngxué 印章学[印章學] Siegelkunde, Sphragistik
yóuhuà 油画[油畫] Ölgemälde
Yuán sìjiā 元四家 oder Yuán sì dàjiā 元四大家 Vier Meister der Yuan-Dynastie, Gruppe bestehend aus Huang Gongwang (1269–1354), Wu Zhen (1280–1354), Ni Zan (1301–1374) und Wang Meng (1308–1385).

## Z
zhéshàn 折扇 Faltfächer
zhōngguóhuà 中国画[中國畫] traditionelle chinesische Malerei
zhuàn 篆 siehe yìnzhāng
zhuāngbiǎo 装裱[裝裱] aufziehen (Bild u. ä.)
zhuànkè 篆刻 Siegelschnitzerei
zhuànshū 篆书[篆書] Siegelschrift
zìhuà juànzhóu 字画卷轴 Bildrollen mit Kalligraphien und Gemälden
zìtiè 字帖 gedruckte Schriftmuster von berühmten Kalligraphen für Schönschreibübungen; Kalligraphievorlage